# Eupithecia salti
Eupithecia salti là một loài bướm đêm trong họ Geometridae.